# Schumacher (családnév)
A Schumacher német családnév. Eredetileg foglalkozásnév volt. Jelentése: cipőkészítő, cipész. Rokon nevek: Schubert, Schuster. Németországban a 68. leggyakoribb családnév.

## Híres Schumacher nevű személyek
Schumacher
- David Schumacher (2001) német autóversenyző
- Joel Schumacher (1939–2020) amerikai filmrendező, forgatókönyvíró és producer
- Harald Schumacher (1954) német labdarúgókapus
- Michael Schumacher (1969) német autóversenyző
- Mick Schumacher (1999) német autóversenyző
- Ralf Schumacher (1975) német autóversenyző
- Schumacher Ákos (1973–2022) magyar triatlonista
- Schumacher Vanda (1998) magyar műsorvezető, színésznő

Schuhmacher
- Michael Schuhmacher (1957) német labdarúgó